# ユーマート
株式会社ユーマートは、日本のスーパーマーケット、お持ち帰り寿司の製造・販売、酒類販売、軽包装資材販売、包装用品・文具販売を運営している企業。本社は静岡県静岡市清水区にある。
なお、同じく中部地区を中心に展開するスーパーマーケット、ユニーが1970年代に一部店舗を「ユーマート」の名で展開していた時期があるが、同社との関連はない。

## 沿革
- 1986年4月 -  株式会社ユーマートを資本金300万円で設立
- 1987年3月 -  お持ち帰り寿司専門店 東海道写楽船越店開店
- 1990年2月 -  東海道写楽日立店開業(H16に岡店と統合）
- 1991年4月 -  東海道写楽岡店開業 
  - 10月 - 　資本金1,000万円に増資
- 1992年4月 -  東海道写楽折戸店開業(H18に岡店と統合）
- 1993年2月 -  東海道写楽唐瀬店開業
- 1995年7月 -  東海道写楽西脇店開業
- 1996年4月 -  東海道写楽駒形店開業(H16に安西に移転） 
  - 11月 -　 東海道写楽長田店開業
- 1997年4月 -  酒販事業部　酒のuマート開店 
  - 11月 -　 包装資材事業部　静岡包材開業
- 1998年11月 -  東海道写楽川合店開業
- 1999年1月 -  ファミリーショップuマート全面改装オープン 
  - 3月 -　 資本金2,000万円に増資
- 2001年5月 -  資本金3,000万円に増資
- 2002年8月 -  東海道写楽焼津小川店開業
- 2005年4月 -  東海道写楽安西店開業
- 2007年4月 -  東海道写楽富士青葉通り店開業
- 2010年8月 -  プロショップuマート開業
- 2014年4月 -  東海道写楽藤枝青島店開業